# St. Leonhard (Ichenhausen)

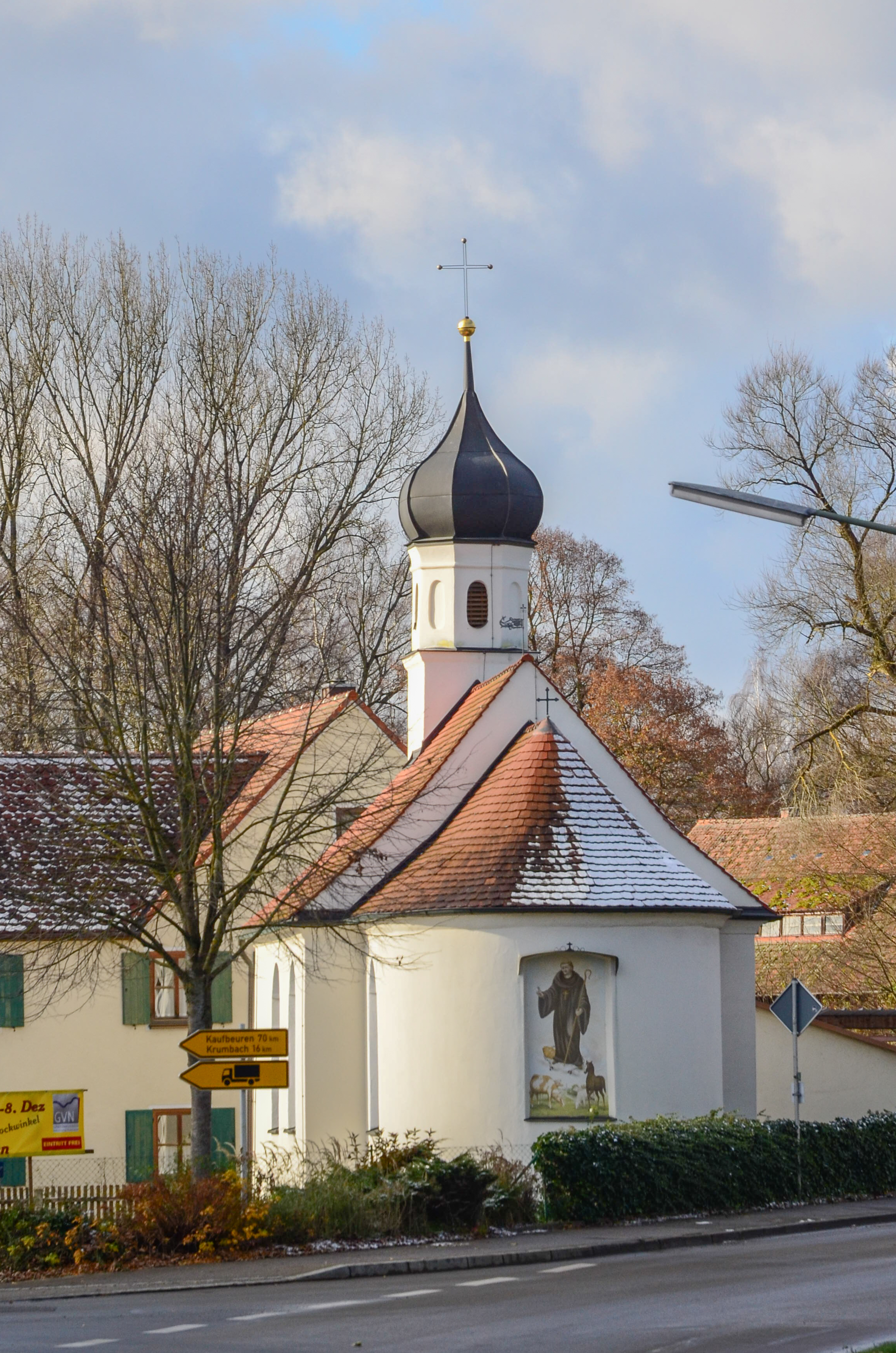
Kapelle St. Leonhard in Ichenhausen

Die katholische Kapelle St. Leonhard in Ichenhausen, einer Stadt im Landkreis Günzburg im bayerischen Regierungsbezirk Schwaben, wurde 1726  errichtet. Die Kapelle in der Nähe der Bürgermeister-Thaler-Straße 5, nahe der Straßenbrücke nach Oxenbronn, ist ein geschütztes Baudenkmal.

## Beschreibung
Die dem heiligen Leonhard geweihte Kapelle gehört zur Thaler-Mühle und ist im Besitz des Müllers. Der Bau besitzt geohrte Fenster sowohl im Hauptraum als auch im Chor. Der Giebelreiter mit profilierter Konsolstütze wird von einer Zwiebelhaube mit Dachknauf und Kreuz bekrönt.
Zwei Leinwandbilder im Chor, die um 1775/80 von Johann Baptist Enderle geschaffen wurden, sind erwähnenswert. Sie stellen den heiligen Augustinus dar.
In einer Nische außen am Chor wird der heilige Leonhard als Benediktinerabt mit Krummstab und umgeben von Tieren dargestellt.